# Lejla
|  | Denne artikel er oprettet af botten PalnaBot ud fra en ekstern database. Den kan derfor have sproglige fejl eller mangler. Denne skabelon kan fjernes efter kontrol af indholdet. |

Lejla er en film fra 1914 instrueret af Knud Nathansen efter manuskript af Palle Rosenkrantz.